# Сигілярія

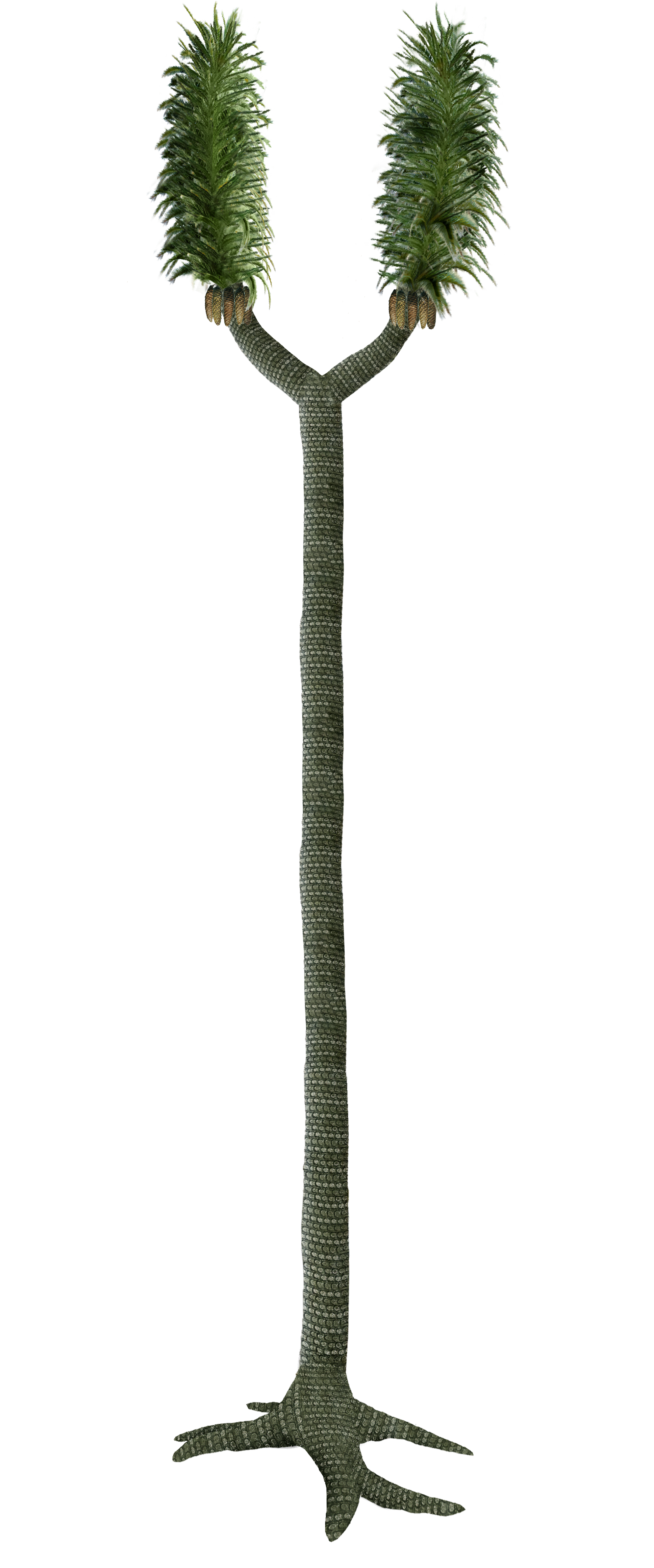
Реконструкція

Сигіля́рія (Sigillaria) — рід викопних, спороносних, деревоподібних плаунів, відомих з кам'яновугільного та пермського періодів. Споріднений з більш відомим лепідодендроном (Lepidodendron) і, більш віддалено, з сучасними молодильниками. 
Цей рід відомий у викопних рештках ще з середнього девону—пізнього карбону, але вимер у ранньому пермі (383,7—254,0 мільйонів років тому). Викопні рештки знайдено у Великій Британії, США, Канаді, Китаї, Кореї, Танзанії та Зімбабве. 
Термін «сигілярія» походить від латинського «sigillaria», що в перекладі означає «печатка». Таку назву рослини дістали завдяки характерним візерункам на корі, схожим за зовнішнім виглядом на відбитки печатки.

## Опис
Sigillaria була деревоподібною рослиною висотою до 30 м (інші плауноподібні могли досягати 50-метрової висоти). Мала високий, одиночний або іноді розгалужений стовбур без деревини.
Росли в болотистих лісах, утворюючи хащі. Товщина стовбура становила 1,5 м. Рештки цих рослин найчастіше знаходять разом із кам'яним вугіллям.

## Галерея

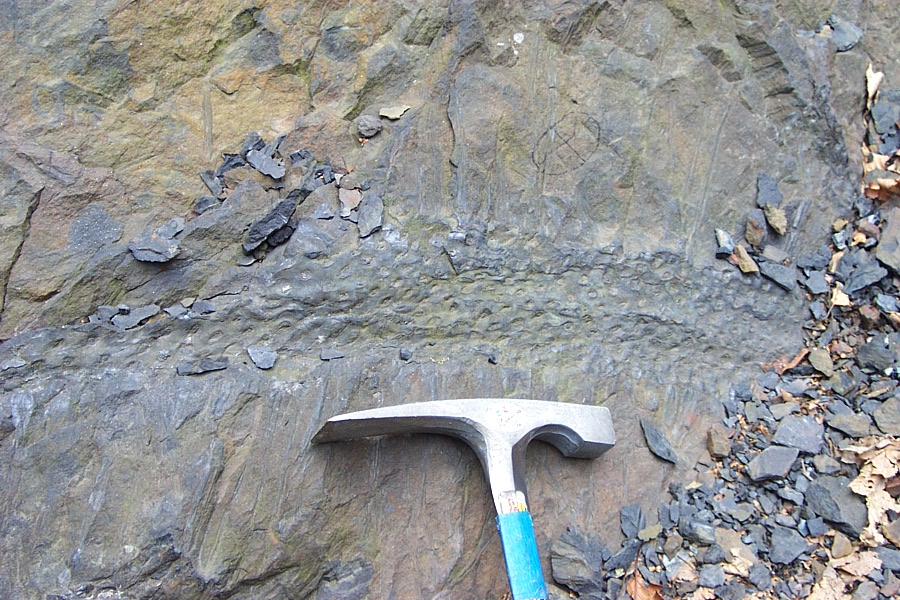
Корінь сигілярії
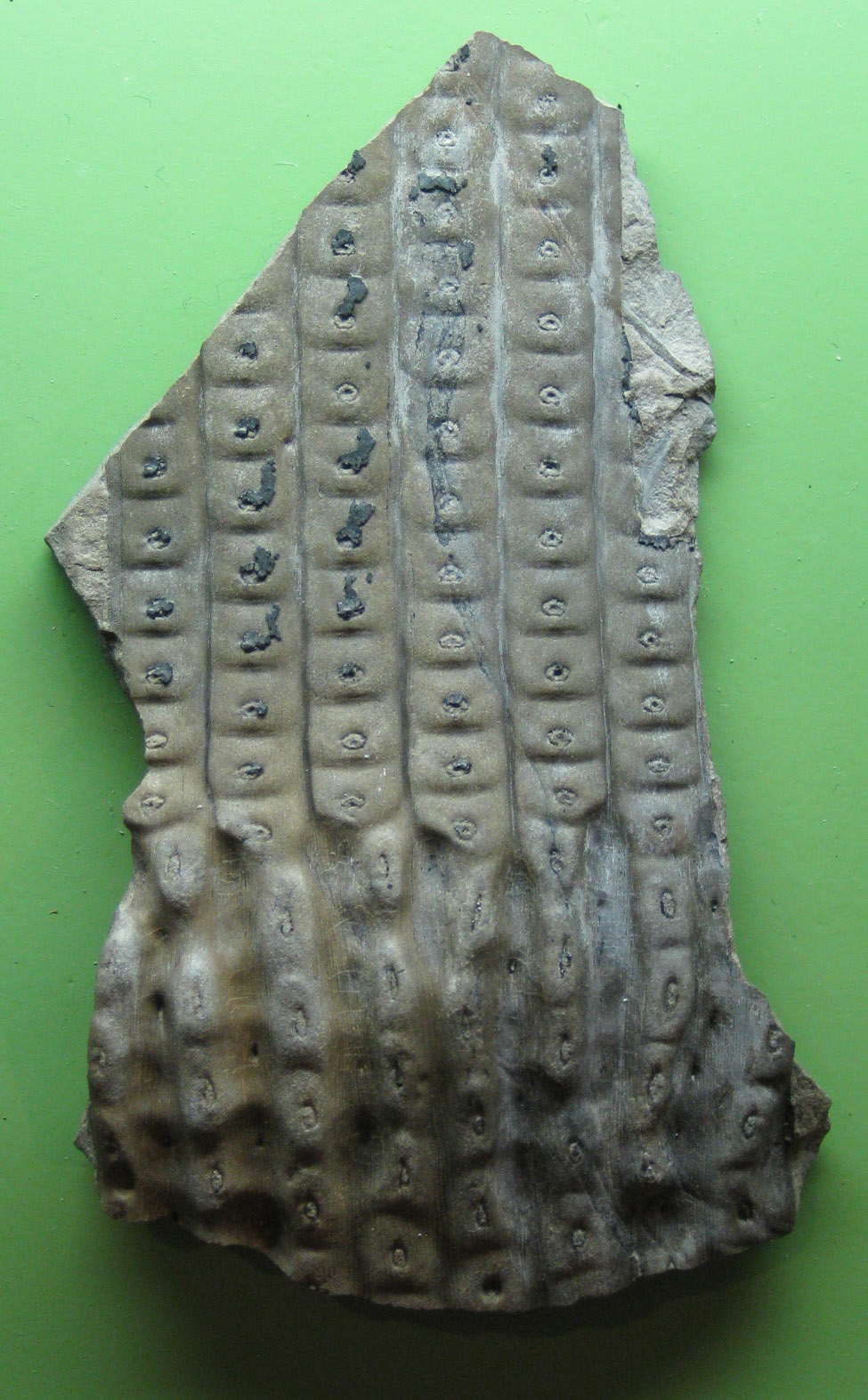
Фрагмент кори
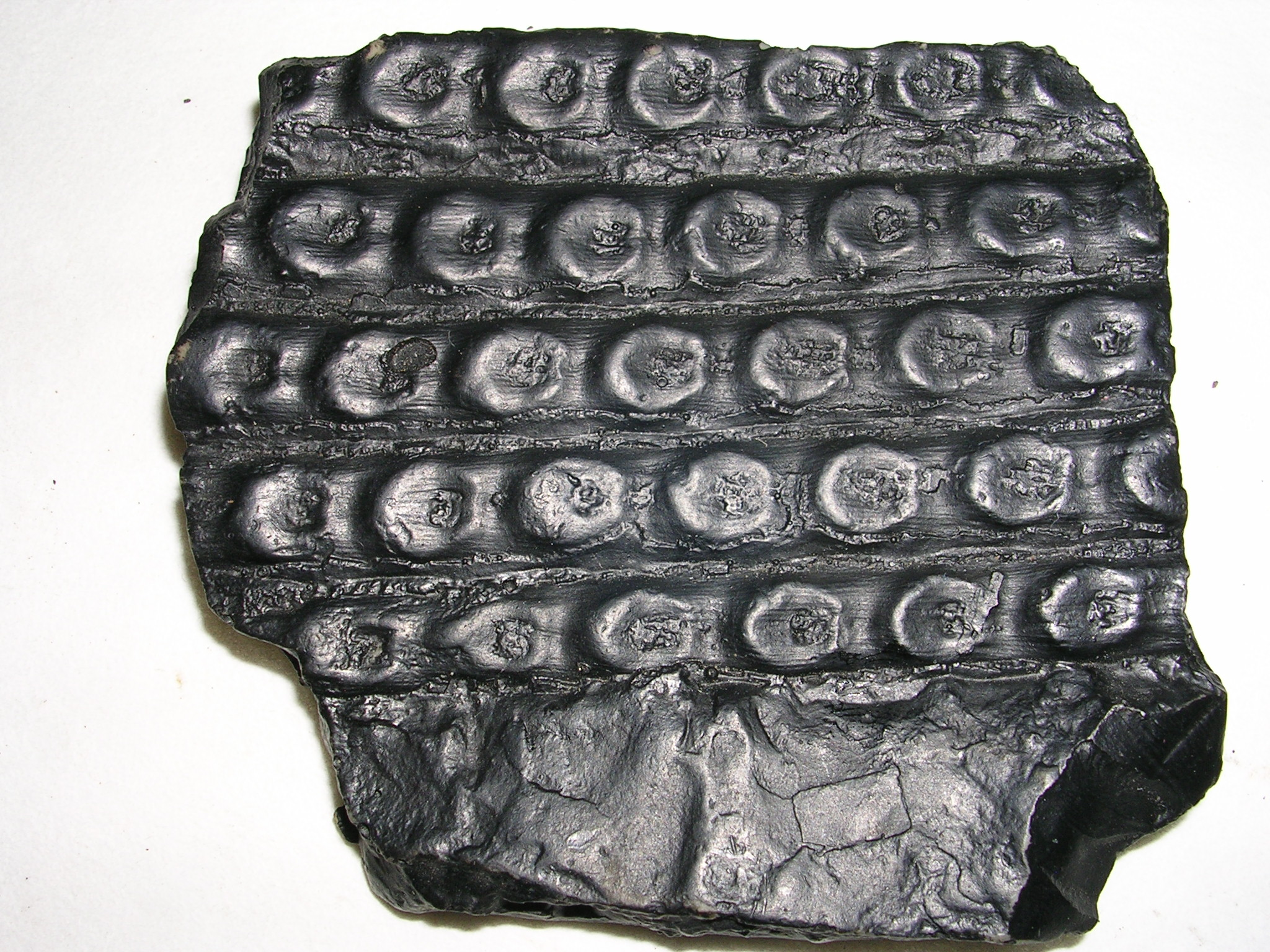
Відбиток сигілярії
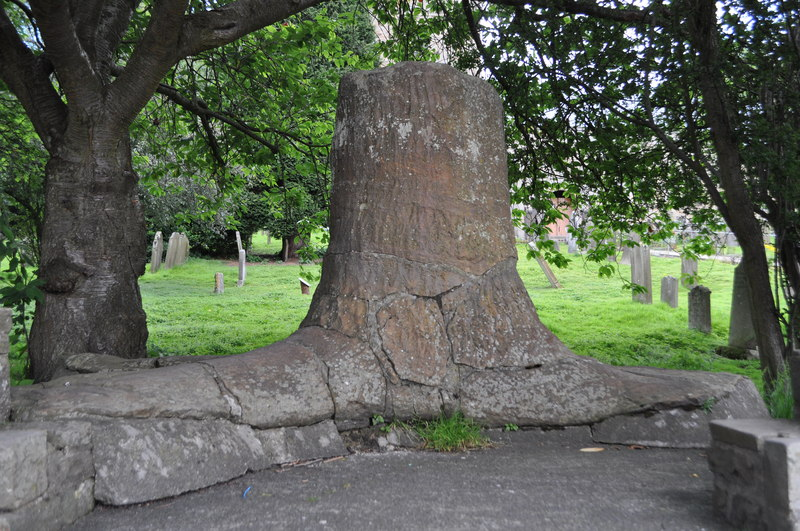
Залишки стовбура сигілярії